# 天地人神心 vol.01
『天地人神心Vol.1』(てんちじんしんしん)はNeoBallad(ネオバラッド)の2枚目のDVD。

## 内容
2013年3月20日に高円寺HIGHで行われたLiveの15曲を収録。

## 収録曲
1. 虚空(締太鼓　Short.Ver)
2. 南部牛追い唄
3. 津軽タント節
4. 茶碗蒸しの歌
5. 八木節
6. 南部俵積み唄
7. 金毘羅船々
8. こきりこ節
9. 炭坑節
10. ソーラン節
11. 秋田音頭
12. 新島大漁節
13. 津軽じょんがら節
14. 秋田大黒舞
15. 安里屋ユンタ